# Szilárd-Chalmers-Effekt
Der Szilard-Chalmers-Effekt wird in der Radiochemie, d. h. der Chemie radioaktiver Stoffe, zur Abtrennung radioaktiver Isotope genutzt (Szilárd und Chalmers, 1934). 
Bei einer (n,γ)-Kernreaktion (siehe Neutronenanlagerung) wird ein thermisches (langsames) Neutron von einem Atomkern aufgenommen. Der Atomkern des neu gebildeten Isotops ist in einem hoch angeregten Zustand und stößt bei der Rückkehr in den Grundzustand ein Gammaquant aus. Das Atom wird durch den damit verbundenen Rückstoß aus seiner bisherigen Bindung im ursprünglichen Molekül herausgerissen und geht in einem dafür geeigneten Medium eine neue, andere chemische Bindung ein, so dass sich das gebildete Isotop – obwohl seine chemischen Eigenschaften mit dem ursprünglichen Isotop identisch sind – von diesem auf chemischem Wege isolieren lässt.

## Entdeckung
Nach dem Bestrahlen von Iodethan (Ethyliodid) mit natürlichem 127I mit thermischen Neutronen fanden Szilard und Chalmers einen großen Teil des gebildeten 128I nicht mehr chemisch im Iodethan gebunden vor, sondern als mit Wasser extrahierbares Iodid-Ion. Die dafür gefundene Erklärung war, dass bei der Emission des Gammaquants (4,8 MeV) eine Rückstoßenergie von etwa 100 eV auf den emittierenden Kern übertragen wird. Dadurch wird die C-I-Bindung gebrochen, da ihre Bindungsenergie nur 2,2 eV beträgt.

## Einzelquellen
1. ↑  A. F. Holleman, E. Wiberg, N. Wiberg: Lehrbuch der Anorganischen Chemie. 102. Auflage. Walter de Gruyter, Berlin 2007, ISBN 978-3-11-017770-1, S. 143.